# 1970 في المكسيك
فيما يلي قوائم الأحداث التي وقعت خلال عام 1970 في المكسيك.

## سياسة

### تعيين في المنصب
- 1 ديسمبر – لويس إيشيفيريا رئيس المكسيك.

### انتهاء فترة المنصب
- 30 نوفمبر – أغوستين يانيز أمانة التعليم العام.
- 30 نوفمبر – غوستافو دياز أورداز رئيس المكسيك.

## رياضة
- 1 يناير – كأس العالم لكرة القدم 1970 الفائز منتخب البرازيل لكرة القدم.
- 17 يونيو – إيطاليا ضد ألمانيا الفائز منتخب إيطاليا لكرة القدم.

## مواليد

### يناير
- 1 يناير – خوليو سيزار سيديلو ممثل أمريكي.

### مارس
- 16 مارس – أدريانا فونسيكا ممثلة مكسيكية.

### أبريل
- 4 أبريل – لازلو ماركوفيتز لاعب كرة مضرب مجري.

### يوليو
- 23 يوليو – غابرييل رولس ملاكم مكسيكي.

### أكتوبر
- 8 أكتوبر – مايرين فيلانويفا ممثلة أمريكية.

### نوفمبر
- 15 نوفمبر – ميغيل أنجيل غونزاليس ملاكم مكسيكي.
- 23 نوفمبر – ساول مونتانا ملاكم مكسيكي.

### أكتوبر
- 19 أكتوبر – لازارو كارديناس (مواليد 1895)